# تشاك كومو
تشاك كومو هو طبال كندي، ولد في 17 سبتمبر 1979 في مونتريال في كندا.

## وصلات خارجية
- تشاك كومو على موقع IMDb (الإنجليزية)
- تشاك كومو على موقع ميوزك برينز (الإنجليزية)
- تشاك كومو على موقع قاعدة بيانات الفيلم (الإنجليزية)